# Volta a Llombardia 1914
La Volta a Llombardia 1914 fou la 10a edició de la Volta a Llombardia. Aquesta cursa ciclista organitzada per La Gazzetta dello Sport es va disputar el 26 d'octubre de 1914 amb sortida i arribada a Milà després d'un recorregut de 235 km.
La competició fou guanyada per l'italià Lauro Bordin (Bianchi-Pirelli) per davant del seu compatriota i company de marca Giuseppe Azzini i del també italià Pierino Piacco.

## Classificació general
|    | Ciclista            | Equip           | Temps      |
| -- | ------------------- | --------------- | ---------- |
| 1  | Lauro Bordin        | Bianchi-Pirelli | 7h 16' 40" |
| 2  | Giuseppe Azzini     | Bianchi-Pirelli | m. t.      |
| 3  | Pierino Piacco      | Individual      | m. t.      |
| 4  | Camillo Bertarelli  | Ganna-Dunlop    | m. t.      |
| 5  | Eberardo Pavesi     | Bianchi-Pirelli | m. t.      |
| 6  | Costante Girardengo | Maino-Dunlop    | m. t.      |
| 7  | Umberto Ripamonti   | Individual      | m. t.      |
| 8  | Emilio Petiva       | Stucchi-Dunlop  | + 4' 40"   |
| 9  | Ugo Agostoni        | Bianchi-Pirelli | + 6' 10"   |
| 10 | Angelo Gremo        | Peugeot-Wolber  | + 8' 30"   |